# Vojaka Jošta ni
Vojaka Jošta ni je drama Petra Božiča. Dramo je avtor napisal leta 1961, izšla je leta 1970 pri založbi Obzorja.

## Vsebina
Na začetku drame hlapec prinese sporočilo gospodarju in gospodarici, da je Jošt, ki sta ga poslala uredit stole, padel za domovino. A s hlapcem pride tudi Jošt, ki se ves čas trudi dokazati, da je še vedno živ, vsem nekrologom iz javnih občil, množicam in črnim zastavam navkljub.
Gospodar in gospodarica ves čas pošiljata deklo v lekarno po razne praške, s pomočjo katerih potem ustvarjata umetno meglo in se mučita z glavoboli. Ker je dekla tako pogosto v lekarni, se organi družbenega reda odločijo, da bodo težavo rešili s poroko gospodarja z lekarnarjevo hčerko. Z odločitvijo je zadovoljna tudi gospodarica, saj v tem vidi same koristi. Organe oblasti v zahvalo povabi na kosilo.
Medtem Jošt pobegne iz zapora, a oblasti ga imajo za norca, preoblečenega v Jošta. Sledi poroka gospodarja in lekranarjeve hčerke, ki pa ničesar ne spremeni, mučenje in umiranje se nadaljuje. Pijani hlapec zadavi starega lekarnarja, kot je po njegovem mnenju to navada pri domačih. Gospodar je jezen, saj hlapec nima pooblastil za to, da je morilec. Hlapec hoče ponazoriti svoje dejanje, a ga gospodar zadavi. In spet je vse po starem.